# Kokernot Field
 (novembre 2019).
Le Kokernot Field est un stade de baseball américain situé à Alpine, dans le comté de Brewster, au Texas. D'une capacité de  1 400 spectateurs, il voit jouer les Cowboys d'Alpine.